# 九鲤湖
九鲤湖（[kiu˨˩ li˥˥ ɔu˩˧]（仙游音））位于福建省莆田市仙游县钟山镇，距县城31公里。相传汉武帝时，安徽庐江何氏九仙在此并跨鲤升天，故得名。九鲤湖是国家级水利风景区，景区内林木葱茏，千岩竞秀，怪石嶙峋，瀑流泱泱，自古以来就以湖、洞、瀑、石四奇著称，尤以飞瀑为最。
明代著名地理学家、旅游家徐霞客将九鲤湖与武夷山、玉华洞一道并称为福建“三绝”。徐霞客在其游记中赞叹说：“即匡庐三迭、雁荡龙湫，各以一长擅胜，末若此山微体皆具也。”

## 延伸阅读
[在维基数据编辑]
 《欽定古今圖書集成·方輿彙編·山川典·九鯉湖部》，出自陈梦雷《古今圖書集成》